# Úy Kiện Hành
Úy Kiện Hành (tiếng Trung: 尉健行; bính âm: Wèi Jiànxíng; tháng 1 năm 1931 – 7 tháng 8 năm 2015) là một nhà lãnh đạo cao cấp của Đảng Cộng sản Trung Quốc. Ông từng là Ủy viên Ban Thường vụ Bộ Chính trị Đảng Cộng sản Trung Quốc khóa 15 nhiệm kỳ từ năm 1997 đến năm 2002; Bí thư Ủy ban Kiểm tra Kỷ luật Trung ương từ năm 1992 đến năm 2002.

## Tiểu sử
Úy Kiện Hành sinh ra ở Tân Xương, Thiệu Hưng, tỉnh Chiết Giang. Ông chuyển đến Thượng Hải và nhập học trường quản lý GuangHua thuộc Đại học Bắc Kinh năm 1947. Ông gia nhập Đảng Cộng sản Trung Quốc (CPC) vào tháng 3 năm 1949.
Sau đó, Úy tiếp tục theo học tại Đại học Công nghệ Đại Liên và tốt nghiệp năm 1952, chuyên ngành cơ khí. Từ năm 1952 đến năm 1953, ông học tiếng Nga ở Phủ Thuận và được gửi sang Liên Xô để nghiên cứu quản lý công nghiệp cho đến năm 1955. Trong giai đoạn đầu của cuộc Cách mạng Văn hóa, do những chính sách hèn mạt ông bị đưa đi lao động chân tay, đến năm 1970 ông được phục hồi danh dự và trở thành người đứng đầu Ủy ban cách mạng của một Nhà máy, nơi ông làm việc. Từ năm 1981 đến năm 1983, ông là Thị trưởng Cáp Nhĩ Tân. Sau đó, ông được luân chuyển sang công tác tại Liên đoàn Công đoàn Trung Quốc, phục vụ trong Ban Bí thư của Tổ chức.
Từ tháng 7 năm 1985 đến tháng 5 năm 1987, ông là Trưởng Ban Tổ chức Trung ương Đảng Cộng sản Trung Quốc.
Tháng 10 năm 1992, tại Đại hội Đảng Cộng sản Trung Quốc lần thứ 14, ông được bầu giữ chức Ủy viên Bộ Chính trị, Bí thư Ban Bí thư Trung ương Đảng Cộng sản Trung Quốc kiêm chức Bí thư Ủy ban Kiểm tra Kỷ luật Trung ương (CCDI). Trong nhiệm kỳ ông đảm nhiệm chức Bí thư CCDI, khoảng 680.000 trường hợp cán bộ đã bị xử lý kỷ luật. Trường hợp nổi bật nhất là xử lý kỷ luật ông Trần Hy Đồng, Ủy viên Bộ Chính trị, Bí thư Thành ủy Bắc Kinh, người bị điều tra tham nhũng vào tháng 7 năm 1994 và bị khai trừ khỏi Đảng Cộng sản Trung Quốc một tháng sau đó. Sau sự kiện trên, tháng 4 năm 1996, ông được bổ nhiệm kiêm giữ chức Bí thư Thành ủy Bắc Kinh và giữ chức vụ này đến tháng 8 năm 1998. Năm 1993, ông cũng là Chủ tịch Liên đoàn Công đoàn Trung Quốc và phục vụ trong hai nhiệm kỳ.
Tại Đại hội Đảng Cộng sản Trung Quốc lần thứ 15 được tổ chức vào năm 1997, Úy Kiện Hành được bầu làm Ủy viên Ban Thường vụ Bộ Chính trị Đảng Cộng sản Trung Quốc, một trong bảy người nắm quyền lãnh đạo tối cao của đất nước, đồng thời ông tiếp tục được bầu giữ chức Bí thư Ủy ban Kiểm tra Kỷ luật Trung ương (CCDI).
Sau Đại hội Đảng Cộng sản Trung Quốc lần thứ 16 năm 2002, Úy Kiện Hành nghỉ hưu. Ông qua đời ngày 7 tháng 8 năm 2015 tại Bắc Kinh.